# Temporada 2000 de la WNBA
La Temporada 2000 de la WNBA fue la cuarta en la historia de la Women's National Basketball Association. Nuevamente hubo una expansión en la liga, llegando cuatro nuevos equipos, Indiana Fever, Miami Sol, Portland Fire y Seattle Storm, pasando a ser 16. Las campeonas fueron por cuarto año consecutivo las Houston Comets.

## Clasificaciones

### Conferencia Este
| Conferencia Este     | G  | P  | PCT  | Conf. | PD   |
| -------------------- | -- | -- | ---- | ----- | ---- |
| New York Liberty x   | 20 | 12 | .625 | 14–7  | –    |
| Cleveland Rockers x  | 17 | 15 | .531 | 13–8  | 3.0  |
| Orlando Miracle x    | 16 | 16 | .500 | 13–8  | 4.0  |
| Washington Mystics x | 14 | 18 | .438 | 13–8  | 6.0  |
| Detroit Shock o      | 14 | 18 | .438 | 10–11 | 6.0  |
| Miami Sol o          | 13 | 19 | .406 | 9–12  | 7.0  |
| Indiana Fever o      | 9  | 23 | .281 | 7–14  | 11.0 |
| Charlotte Sting o    | 8  | 24 | .250 | 5–16  | 12.0 |

### Conferencia Oeste
| Conferencia Oeste     | G  | P  | PCT  | Conf. | PD   |
| --------------------- | -- | -- | ---- | ----- | ---- |
| Los Angeles Sparks x  | 28 | 4  | .875 | 17–4  | –    |
| Houston Comets x      | 27 | 5  | .844 | 17–4  | 1.0  |
| Sacramento Monarchs x | 21 | 11 | .656 | 13–8  | 7.0  |
| Phoenix Mercury x     | 20 | 12 | .625 | 11–10 | 8.0  |
| Utah Starzz o         | 18 | 14 | .563 | 13–8  | 10.0 |
| Minnesota Lynx o      | 15 | 17 | .469 | 5–16  | 13.0 |
| Portland Fire o       | 10 | 22 | .313 | 4–17  | 18.0 |
| Seattle Storm o       | 6  | 26 | .188 | 4–17  | 22.0 |

## Galardones
| Galardón                                      | Ganadora              | Equipo             |
| --------------------------------------------- | --------------------- | ------------------ |
| MVP de las Finales de la WNBA                 | Cynthia Cooper        | Houston Comets     |
| MVP de la Temporada de la WNBA                | Sheryl Swoopes        | Houston Comets     |
| Mejor Defensora de la WNBA                    | Sheryl Swoopes        | Houston Comets     |
| Peak Performers de la WNBA                    | Murriel Page          | Washington Mystics |
| Peak Performers de la WNBA                    | Jennifer Azzi         | Utah Starzz        |
| Rookie del Año de la WNBA                     | Betty Lennox          | Minnesota Lynx     |
| Premio a la Jugadora Más Deportiva de la WNBA | Suzie McConnell Serio | Cleveland Rockers  |
| Entrenador del Año de la WNBA                 | Michael Cooper        | Los Angeles Sparks |

## Playoffs
|  | 1ª ronda Mejor de 3 | 1ª ronda Mejor de 3 | 1ª ronda Mejor de 3 |           |    | Finales de Conferencia Mejor de 3 | Finales de Conferencia Mejor de 3 | Finales de Conferencia Mejor de 3 |  |    | Finales de la WNBA Mejor de 3 | Finales de la WNBA Mejor de 3 | Finales de la WNBA Mejor de 3 |  |
|  |                     |                     |                     |           |    |                                   |                                   |                                   |  |    |                               |                               |                               |  |
|  |                     |                     |                     |           |    |                                   |                                   |                                   |  |    |                               |                               |                               |  |
|  | E1                  | New York            | 2                   |           |    |                                   |                                   |                                   |  |    |                               |                               |                               |  |
|  | E1                  | New York            | 2                   |           |    |                                   |                                   |                                   |  |    |                               |                               |                               |  |
|  | E4                  | Washington          | 0                   |           |    |                                   |                                   |                                   |  |    |                               |                               |                               |  |
|  | E4                  | Washington          | 0                   |           | E1 | New York                          | 2                                 |                                   |  |    |                               |                               |                               |  |
|  | Conferencia Este    |                     |                     |           | E1 | New York                          | 2                                 |                                   |  |    |                               |                               |                               |  |
|  |                     |                     | E2                  | Cleveland | 1  |                                   |                                   |                                   |  |    |                               |                               |                               |  |
|  | E2                  | Cleveland           | E2                  | Cleveland | 1  | 2                                 |                                   |                                   |  |    |                               |                               |                               |  |
|  | E2                  | Cleveland           |                     |           |    |                                   |                                   |                                   |  |    |                               |                               |                               |  |
|  | E3                  | Orlando             | 1                   |           |    |                                   |                                   |                                   |  |    |                               |                               |                               |  |
|  | E3                  | Orlando             | 1                   |           |    |                                   |                                   |                                   |  | E1 | New York                      | 0                             |                               |  |
|  |                     |                     |                     |           |    |                                   |                                   |                                   |  | E1 | New York                      | 0                             |                               |  |
|  |                     |                     | W2                  | Houston   | 2  |                                   |                                   |                                   |  |    |                               |                               |                               |  |
|  | W1                  | Los Angeles         | W2                  | Houston   | 2  | 2                                 |                                   |                                   |  |    |                               |                               |                               |  |
|  | W1                  | Los Angeles         |                     |           |    |                                   |                                   |                                   |  |    |                               |                               |                               |  |
|  | W4                  | Phoenix             | 0                   |           |    |                                   |                                   |                                   |  |    |                               |                               |                               |  |
|  | W4                  | Phoenix             | 0                   |           | W1 | Los Angeles                       | 0                                 |                                   |  |    |                               |                               |                               |  |
|  | Conferencia Oeste   |                     |                     |           | W1 | Los Angeles                       | 0                                 |                                   |  |    |                               |                               |                               |  |
|  |                     |                     | W2                  | Houston   | 2  |                                   |                                   |                                   |  |    |                               |                               |                               |  |
|  | W2                  | Houston             | W2                  | Houston   | 2  | 2                                 |                                   |                                   |  |    |                               |                               |                               |  |
|  | W2                  | Houston             |                     |           |    |                                   |                                   |                                   |  |    |                               |                               |                               |  |
|  | W3                  | Sacramento          | 0                   |           |    |                                   |                                   |                                   |  |    |                               |                               |                               |  |
|  | W3                  | Sacramento          | 0                   |           |    |                                   |                                   |                                   |  |    |                               |                               |                               |  |
|  |                     |                     |                     |           |    |                                   |                                   |                                   |  |    |                               |                               |                               |  |

### Finales
| 24 de agosto | Houston Comets                                            | 59–52                | New York Liberty                                          | |  |
|              | Marcador por tiempos: 29–22, 30–39                        |                      |                                                           | |  |
|              | Estadísticas Cooper (20) Swoopes, Thompson (8) Cooper (5) | Reporte Pts Reb Asts | Estadísticas Phillips (24) Phillips (15) Weatherspoon (5) | Pabellón: Madison Square Garden, New York Asistencia: 19,563 espectadores Árbitros: - Sally Bell - Dennis DeMayo - Gary Zielinski Televisión: Lifetime |  |

| 26 de agosto | New York Liberty                                         | 73–79                | Houston Comets                                    | |  |
|              | Marcador por tiempos: 25–27, 39–37 (T.E.: 9–15)          |                      |                                                   | |  |
|              | Estadísticas Phillips (20) Phillips (7) Weatherspoon (8) | Reporte Pts Reb Asts | Estadísticas Swoopes (31) Thompson (8) Cooper (7) | Pabellón: Compaq Center, Houston Asistencia: 16,285 espectadores Árbitros: - June Corteau - Courtney Kirkland - Michael Price Televisión: NBC |  |